# Niels Juel (fregat)
 For alternative betydninger, se Niels Juel (flertydig). (Se også artikler, som begynder med Niels Juel)
Fregatten Niels Juel var et såkaldte fuldkraftskib, fordi det havde både sejl og en dampmaskine. Dampmaskinen betød, at det kunne sejle udelukkende med dampkraft. Niels Juel deltog under 2. Slesvigske Krig i Slaget ved Helgoland den 9. maj 1864. Den var flagskib i Nordsøeskadren som bestod også af fregatten Jylland og korvetten Hejmdal.

## Slaget ved Helgoland
Skruefregatten Niels Juel deltog sammen med fregatterne Jylland og Hejmdal i kampen ved Helgoland den 9. maj 1864.
Niels Juel var under kommando af Orlogskaptajn Johan L. Gottlieb i krigen 1864. Siden januar 1864 havde Niels Juel deltaget i en blokade med henblik på, at forhindre hjælp til de preussiske og østrigske landtropper, at komme frem ad søvejen.
I slutning af marts 1864 blev orlogskaptajn Edouard Suenson udnævnt til eskadrechef og højeste kommando på Niels Juel.
Ved kampen ved Helgoland, gik fregatten forrest som flagskib i den beordrede kølvandsformation. Skibet havde 42 kanoner og en besætning af 422.
Da de så fjenden i Helgolandsbugten den 9. maj 1864, fik mandskabet (godt 1000 mand i Nordsøeskadren) en ekstra ration brændevin.

## Yderligere læsning
- Bogen Krigen 1864: De så det ske har førstehåndskommentarer fra mandskabet ombord Niels Juel (Lindeberg 1989, s. 177-181)